# Ponteggio

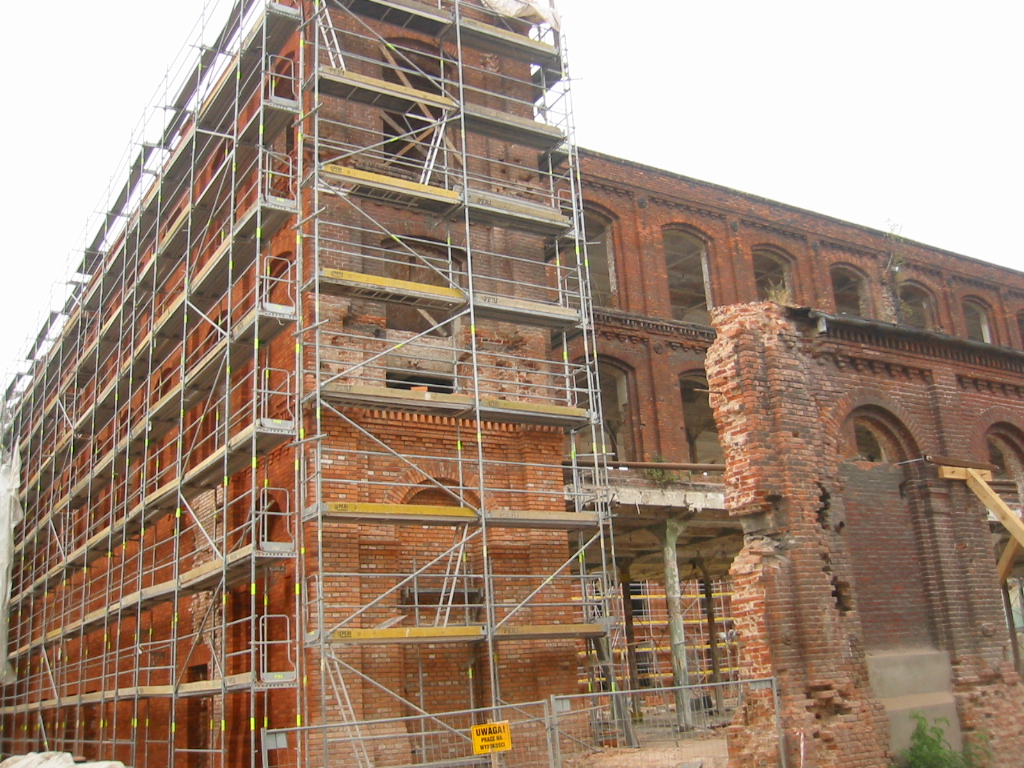
Ponteggi per la ristrutturazione del complesso di Manufaktura a Łódź, Polonia.

Il ponteggio è una struttura reticolare, ad uso temporaneo, provvista solitamente di impalcati.
Gli impalcati possono essere costituiti da tavole di legno (che vengono chiamate "ponti") o di acciaio indipendentemente dal materiale con cui è costruita la struttura portante. Nei paesi asiatici vengono utilizzate anche strutture di bambù.

## Elementi costruttivi

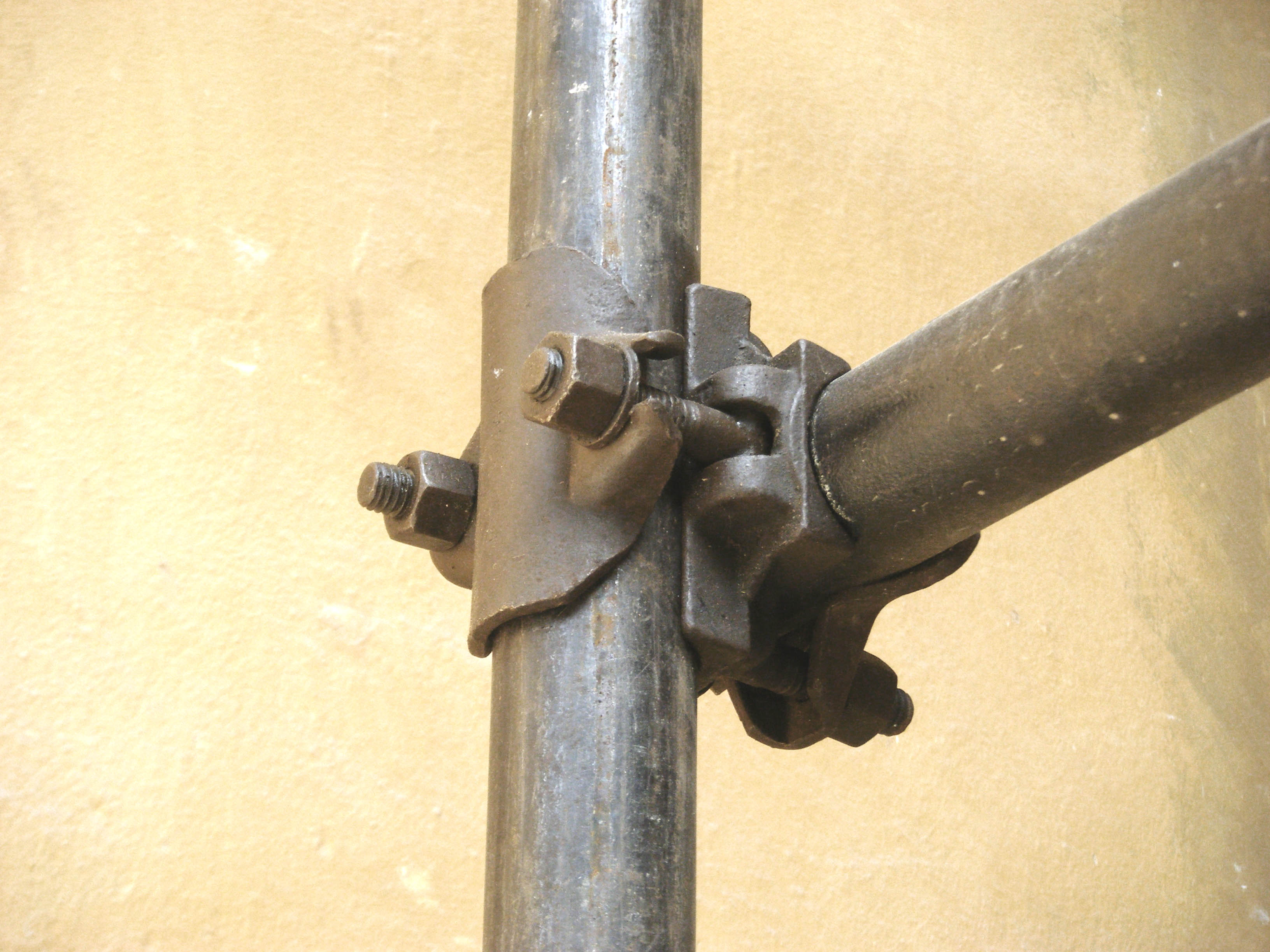
Giunto di collegamento tra tubi Innocenti

Fino ai primi del Novecento le strutture portanti venivano realizzate in legno strutturale (tra i più celebri ponteggi si ricorda quello realizzato da Michelangelo per la costruzione della cupola della Basilica di San Pietro in Vaticano), mentre quelle moderne sono quasi tutte costituite in acciaio e talvolta in alluminio.

## Tipologie

### Ponteggio tradizionale
I ponteggi tradizionali e i ponteggi metallici fissi sono l'opera provvisionale, formata da un certo numero di elementi ed accessori, che consente lavori di costruzione o di manutenzione di opere edili. I ponteggi a telai prefabbricati, comunemente definiti impalcature, sono quelli maggiormente diffusi perché particolarmente adatti a facciate lineari. Il telaio ne è l'elemento costruttivo principale, ed è costituito da due elementi verticali, i montanti, uniti dall'elemento orizzontale, il traverso e infine da due elementi di rinforzo, saldati al di sotto dello stesso. I ponteggi metallici fissi sono soggetti ad autorizzazione all'impiego e alla costruzione rilasciata dal Ministero del Lavoro e della Previdenza Sociale, dopo alcune severe prove pratiche. Le prescrizioni d'uso dei ponteggi metallici fissi e delle impalcature contenute nell'autorizzazione ministeriale sono riportate in un libretto, che deve accompagnare obbligatoriamente il ponteggio.

### Ponteggio sospeso
È una navicella o piattaforma di lunghezza variabile, ancorata dall'alto. È sospesa a mezzo organi flessibili e sollevata da argano a motore elettrico, destinato a persone e materiali inerenti al lavoro da eseguire, fino alla portata massima approvata per la macchina specifica. Il ponteggio sospeso è estremamente utile nelle operazioni rapide di manutenzione in cui è più agevole installare il supporto della piattaforma di lavoro sul terrazzo dell'edificio piuttosto che posizionare un ponteggio a partire dal piano di campagna.

### Ponteggio elettrico autosollevante
È una piattaforma di lavoro autosollevante, trasporta sia persone che materiali alle altezze desiderate, può essere adattata alla geometria dell'edificio sia in lunghezza che in larghezza. Le dimensioni della macchina ne consentono l'installazione anche nelle situazioni in cui lo spazio è ristretto.
Storicamente il ponteggio autosollevante, meglio conosciuto anche come mast climbing work platform nasce attorno alla metà del secolo scorso in Svezia. Nel 1940 circola una sorta di “montacarichi” che consiste essenzialmente in una cesta di legno.  Nel 1948 Axel Uhlin, un ingegnere svedese, espone alla fiera di Gothenburg un nuovo tipo di montacarichi.  L'Ing. Alvar Lindmark ne trae ispirazione e immediatamente comincia a progettare un nuovo montacarichi più semplice, funzionale e soprattutto sicuro. L'evoluzione continua e dai materiali si passa alla persone con dei primi ponteggi sospesi. L'anno decisivo è il 1957 quando una compagnia mineraria chiede a Lindmark di combinare montacarichi e ponteggio. Vengono prodotti 2 prototipi. I 2 primi ponteggi autosollevanti.

### Ponteggio multidirezionale
Pochi elementi standard, montante, corrente, diagonale e impalcato, formano la base per innumerevoli configurazioni d'uso, e i moltissimi accessori garantiscono soluzioni ottimali per ogni esigenza.
È la soluzione ideale per la progettazione e la costruzione di ponteggi complessi in settori d'impiego in cui le tecniche tradizionali per tali realizzazioni non possono essere sfruttate al meglio. Il sistema è insuperabile in termini di versatilità d'impiego, velocità di montaggio e convenienza, anche grazie ad una vasta gamma di accessori sempre disponibili.

### Ponteggio mobile o trabattello
I trabattelli sono ponteggi mobili montati su ruote che hanno degli specifici limiti di impiego, infatti, vengono utilizzati per opere di finitura, tinteggiatura e manutenzione e per i quali non è necessaria l'autorizzazione ministeriale. Devono essere costruiti in modo idoneo e devono essere omologati alla ultima norma vigente UNI EN 1004. Le altezze variano dai 2 ai 20 metri (oltre una certa altezza vanno chiaramente ancorati a struttura fissa), possono essere in ferro zincato o in alluminio. L'intera struttura è poggiata su ruote che hanno forma e dimensione diverse in funzione dell'altezza e del peso della struttura. Il ponteggio mobile può essere corredato di accessori come piani di lavoro, aste stabilizzatrici e livellatori per terreni sconnessi.
Per un corretto montaggio ed utilizzo è necessario un buon livellamento del terreno alla base del trabattello e un corretto bloccaggio delle ruote, eventualmente, ancorando la struttura ad elementi fissi. Durante l'esecuzione dei lavori è utile posizionare sul carro di base una targhetta nella quale riportare nome del costruttore, modello, matricola, altezza e portata massima. Per non compromettere la stabilità della torre durante i lavori, si consiglia di non sporgersi dall'alto, di non sovraccaricare la struttura, di non arrampicarsi nelle traverse ma usare le scale interne.

## Applicazioni
I ponteggi vengono solitamente realizzati per la costruzione o ristrutturazione di edifici. In questo caso vengono considerati dispositivi di protezione collettiva contro le cadute dall'alto Possono altresì essere utilizzati come strutture autoportanti per la creazione di palchi, gradinate, affissioni pubblicitarie o altro. In tal caso sono provvisti di zavorra o fondazione al piede. I ponteggi dei cantieri edili vengono solitamente equipaggiati con un sistema di allarme, disattivato durante i lavori e attivato durante le pause, in grado di attivarsi con eccessivi movimenti della struttura riconducibili a vandalismi.

## Sicurezza

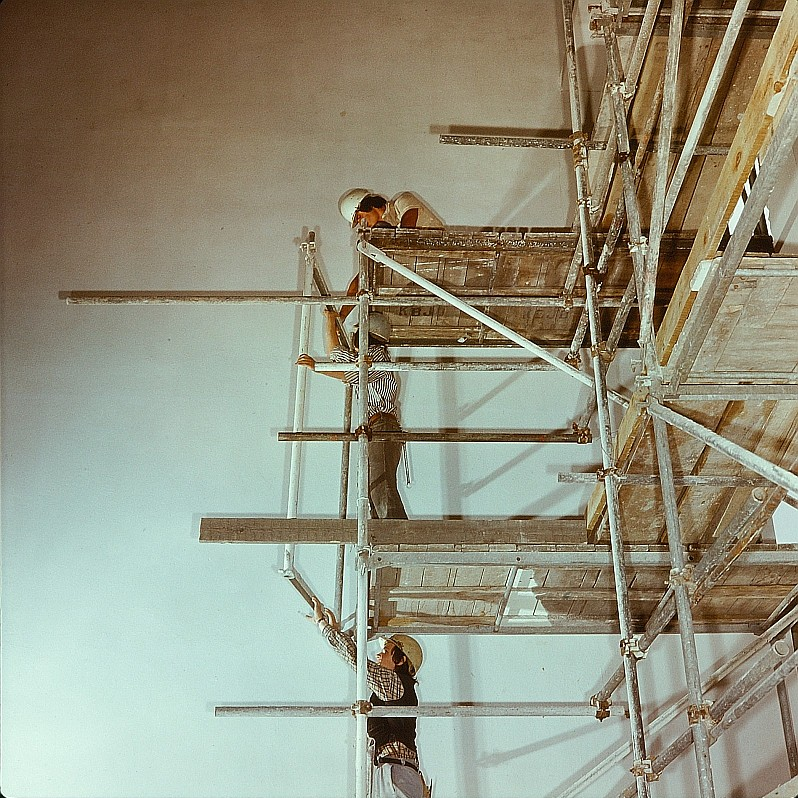
Errata modalità di costruzione di un ponteggio e mancato uso di DPI. I tre operatori operano su un ponteggio privo di protezioni laterali sul piano superiore, non indossano nessun dispositivo di protezione individuale contro la caduta e utilizzano un metodo errato di spostamento degli elementi del ponteggio.
- Mancato uso e impiego non conforme di DPI anticaduta durante lo smontaggio di un ponteggio. L'operatore in secondo piano sulla sinistra non indossa nessun dispositivo di protezione mentre l'operatore in primo piano, pur indossando l'imbracatura di sicurezza non è vincolato a nessun punto di ancoraggio, rendendo del tutto inutile l'uso dell'imbracatura.
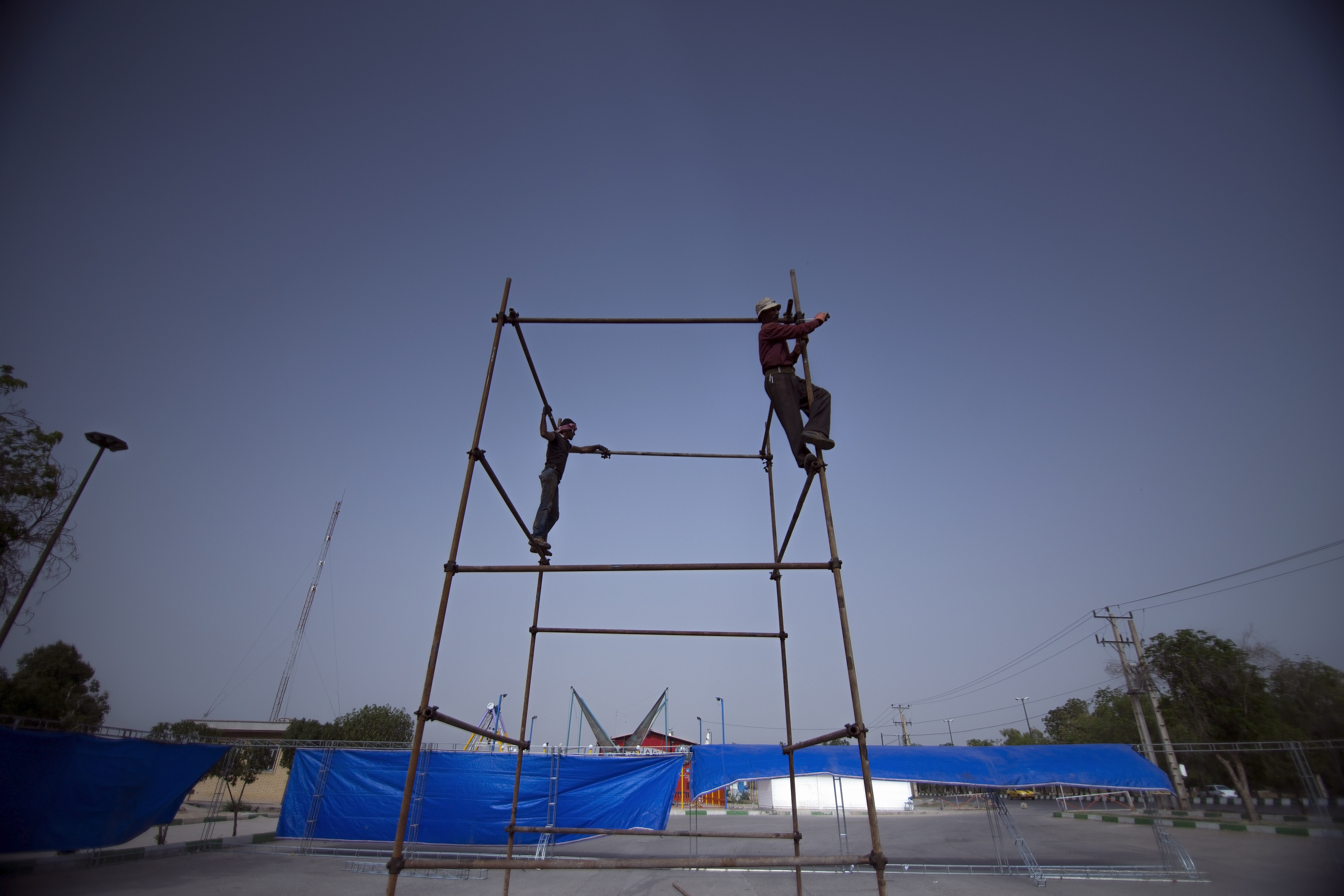
Ponteggio mobile Trabattello le nuove norme per il montaggio. Sono già in vigore le nuove norme UNI en 1004 che oltre alla vecchia norma focalizzano sulla sicurezza dell operatore nella fase di montaggio e smontaggio dei trabattelli, In breve sostanza l operatore deve essere sempre e comunque protetto da un parapetto su tutti e 4 i lati sia nel montaggio che nello smontaggio.

## Normativa

### In Italia
In Italia, un ponteggio standard, per poter essere costruito e utilizzato, deve essere in possesso dell'Autorizzazione Ministeriale e dei dispositivi di sicurezza previsti nel Piano di montaggio, uso e smontaggio (PiMUS).
In particolare per legge deve avere:
- Ancoraggi a muro
- Parapetti
- Cavallette prefabbricate idonee
- Tavole fermapiede in acciaio
- Scale
- Intavolati in acciaio
- Il distacco tra il bordo interno dell'impalcato e l'edificio non deve essere superiore ai 20 cm
- Elemento parasassi capace di intercettare la caduta del materiale dall'alto

I ponteggi in acciaio possono appartenere ad uno dei seguenti tre sistemi, previsti dalle vigenti normative italiane:
- sistema a tubi e giunti, ponteggio brevettato nel 1935 dall'inventore Ferdinando Innocenti (Ponteggi Tubolari Dalmine Innocenti) molto versatile e idoneo per qualsiasi tipo di impiego, ma più laborioso da montare;
- sistema a telai prefabbricati, pensato per l'utilizzo su facciate di edifici lineari;
- sistema a montanti e traversi prefabbricati (multidirezionale o multipiano), abbastanza flessibile e generalmente idoneo per la realizzazione di strutture a tre dimensioni.

Nell'effettuare il montaggio è necessario assicurarsi che il piano di appoggio abbia stabilità adeguata a sopportare il peso dell'intera struttura del ponteggio in modo da creare condizioni agevoli per la realizzazione dei piani successivi. Durante le fasi di montaggio/smontaggio del ponteggio il datore di lavoro, attraverso la vigilanza continua esercitata dal preposto, deve assicurarsi che siano rispettate le misure di prevenzione e protezione di ordine generale stabilite dalla legge (impiego di imbracature e di sistemi di arresto caduta, punti di ancoraggio, guanti, scarpe, elmetto protettivo, ecc.) e quelle specifiche previste dal Piano di montaggio uso e smontaggio. In particolare deve essere sempre garantito che l'imbracatura dell'operatore addetto al montaggio/smontaggio sia sempre vincolata ad un punto di ancoraggio posizionato ad una quota superiore a quella alla quale sta lavorando l'operatore per non vanificare l'impiego del sistema di protezione anticaduta.
Nella foto e nel filmato a fianco sono evidenziate due procedure errate di montaggio e smontaggio.